# Данієль Гарсія
Данієль Гарсія Кордоба (ісп. Daniel García Córdova; нар. 28 жовтня 1971) — мексиканський легкоатлет, який спеціалізувався в спортивній ходьбі.

## Спортивні досягнення
Учасник трьох олімпійських заходів на 20 км — 7-е місце у 1992, 12-е місце у 2000 та 19-е місце у 1996. Був також 9-м у заході на 50 км на Олімпіаді-1996.
Чемпіон світу з ходьби на 20 км (1997). Бронзовий призер з ходьби на 20 км на чемпіонаті світу (1999). Був дискваліфікований за порушення правил ходьби у заходах на 20 км на трьох інших чемпіонатах (1993, 1995, 2007).
Переможець (1993) та срібний призер (1997) Кубку світу з ходьби на дистанції 20 км в особистому заліку. На інших Кубках світу на дистанції 20 км в особистому заліку посідав 5-е (1999), 10-е (2006) та 11-е (1995) місця. Посів 17-е місце в особистому заліку на дистанції 50 км на своєму останньому Кубку світу (2008).
Переможець (1993), срібний призер (1999) та бронзовий призер (1997) Кубків світу з ходьби на дистанції 20 км в командному заліку. Дворазовий володар Трофею Лугано (1993, 1995) та срібний призер Трофею Лугано (1997) на Кубках світу з ходьби.
Дворазовий срібний призер з ходьби на 20 км на Панамериканських іграх (1995, 1999).
Чемпіон (1995) та срібний призер (1993) Універсіади на дистанції ходьби 20 км.